# Mulgi (dialecto)
El mulgi (Estonio: mulgi keel; en estonio meridional (incluido el mulgi): mulgi kiilʼ) es un dialecto del estonio meridional hablado en Estonia, en las cercanías de la ciudad de Mulgi. El censo estonio de 2021 contabilizó 13 960 hablantes.

## Uso
El mulgi es hablado únicamente por las generaciones mayores, ya que a los niños se les enseña en estonio estándar y los padres no lo transmiten a sus hijos. El Instituto Cultural Mulgi (Mulgi Kultuuri Instituut) funcionó de 1934 a 1940 y desde 1989. Produce, publica y distribuye producciones en mulgi (cuentos, rimas infantiles y canciones). Se imprime un periódico en mulgi de forma irregular. Dos escritores notables de Mulgi son August Kitzberg (1855-1927) y Nikolai Baturin (1936-2019).